# Titularbistum Nova Petra
Nova Petra (ital.: Novapietra) ist ein Titularbistum der römisch-katholischen Kirche.
Die in Nordafrika gelegene Stadt Nova Petra (Gaetulia) war ein alter römischer Bischofssitz, der im 7. Jahrhundert mit der islamischen Expansion unterging. Er lag in der römischen Provinz Numidien.
| Titularbischöfe von Nova Petra |                                                   |                                     |                   |                 |
| Nr.                            | Name                                              | Amt                                 | von               | bis             |
| 1                              | Carlos Ambrosio Lewis Tullock SVD                 | Weihbischof in Panamá (Panamá)      | 22. Juni 1965     | 22. Mai 1986    |
| 2                              | Raymundo Damasceno Assis                          | Weihbischof in Brasília (Brasilien) | 18. Juni 1986     | 28. Januar 2004 |
| 3                              | Raffaello Funghini Titularerzbischof pro hac vice | Kurienerzbischof                    | 31. Januar 2004   | 17. Mai 2006    |
| 4                              | Antoni Stankiewicz                                | Kurienbischof                       | 15. November 2006 | 4. Januar 2021  |
| 5                              | Gregory Gordon                                    | Weihbischof in Las Vegas (USA)      | 28. Mai 2021      |                 |